# Grigorij Gieś
Grigorij Iwanowicz Gieś (ros. Григорий Иванович Гесь, ur. 25 marca?/7 kwietnia 1916 w miejscowości Wasiljewka w obwodzie dniepropetrowskim, zm. 7 stycznia 1968 w Elektrostali) – radziecki lotnik wojskowy, major, Bohater Związku Radzieckiego (1951).

## Życiorys
Był narodowości ukraińskiej. Do 1930 skończył 7 klas szkoły, od września 1937 służył w Armii Czerwonej, w 1938 ukończył szkołę młodszych specjalistów lotniczych w Czycie, 1938-1940 pracował w wojskowej lotniczej szkole pilotów w Batajsku, którą ukończył w 1941 i został lotnikiem-instruktorem. Od października do grudnia 1944 odbywał staż jako dowódca klucza lotniczego pułku myśliwskiego na 2 Froncie Ukraińskim, uczestniczył w operacji debreczyńskiej i budapesztańskiej, wykonał 21 lotów bojowych myśliwcem Ła-5, stoczył 5 walk powietrznych, w których strącił 2 samoloty wroga. Od marca 1946 służył w lotniczym pułku myśliwskim w Moskiewskim Okręgu Wojskowym jako starszy lotnik, dowódca klucza i zastępca dowódcy eskadry, w grudniu 1950 wraz z pułkiem lotniczym został komenderowany do Chin, skąd następnie udał się do Korei. Od marca 1951 do stycznia 1952 brał udział w wojnie koreańskiej jako zastępca dowódcy i od kwietnia 1951 dowódca eskadry, wykonał wówczas ok. 120 lotów bojowych, w walkach powietrznych zestrzelił osobiście 8 samolotów amerykańskich i australijskich. Po powrocie do ZSRR, w 1953 skończył kursy oficerskie w Taganrogu, później służył w lotnictwie wojsk obrony powietrznej m.in. jako szturman (nawigator) eskadry, w czerwcu 1957 w stopniu majora został zwolniony do rezerwy, pracował w fabryce w Elektrostali.

## Odznaczenia
- Złota Gwiazda Bohatera Związku Radzieckiego (10 października 1951)
- Order Lenina (dwukrotnie - 2 czerwca 1951 i 10 października 1951)
- Order Czerwonej Gwiazdy (trzykrotnie - 23 lutego 1945, 29 kwietnia 1954 i 26 października 1955)
- Medal „Za zasługi bojowe” (6 listopada 1947)

I medale ZSRR oraz medal chiński.